# Mario Berousek
 (août 2014).
 (septembre 2014).
Mario Berousek est un jongleur tchèque né le 14 octobre 1974 à Prague en République tchèque. Actuellement[Quand ?], c’est le plus rapide jongleur avec cônes dans le monde et détenteur du record mondial de jonglage.

## Biographie
L’histoire de la dynastie des Berousek date de 1756, de l’époque où la famille apparut à Vilémov, dans le district de Čáslav. Le premier artiste de cette famille fut l’ancêtre de Mario Josef Berousek, qui commença à se produire en 1829 en tant que comique et marionnettiste.  Mario Berousek a commencé à jongler lorsqu’il avait 9 ans et s’est produit pour la première fois sur scène à l’âge de 10 ans. Depuis 2008, le magasin Mister Babache fabrique et vend des cônes originaux, créés par Mario Berousek, appelés « Flash Clubs ».
Ses parents - Ferdinand Berousek et Sonja – sont connus sous le nom de « Fredys ». Son épouse Andrea, née Janečková, est la petite fille de Bohumil Berousek et connue sous le nom de Berossini. Le frère de Mario s'appelle Robert Berousek. Mario et Andrea ont cinq enfants : Sharon, Vanessa, Nicole, Priscilla et Mario-Ignacio.

## Prix
Mario Berousek a reçu les prix suivants : 
- Médaille d’argent au 20e Festival Mondial du Cirque de Demain Paris - 1997
- Prix spécial lors de la 23e année du Festival international du cirque de Monte-Carlo - 1999
- Clown de bronze de la 41e année du Festival international du cirque de Monte-Carlo - 2017

## Records mondiaux
Berousek est détenteur des records mondiaux de jonglage de vitesse  avec les cônes suivants : 
- 5 cônes de 50 cm – 240 prises en 1 minute – Hanovre, 2000;
- 3 cônes de 20 cm – 171 prises en 48 secondes - Hanovre, 2000;
- 5 cônes avec le plus grand nombre de rotations lors du jonglage en une minute (735×) - Moulin Rouge, Paris, 2010;
- 5 cônes avec le plus grand nombre de prises en 30 secondes (128×) - Moulin rouge, Paris, 2010[2].

## Apparitions
- Le 14 juillet 2000, Mario Berousek a fait son apparition en tant qu’invité spécial au concert de Joe Cocker dans la ville allemande de Bocholt.
- Mario Berousek a été invité à l’émission de télévision de Patrick Sébastien dans les années 2001 et 2004.
- Mario Berousek a participé en 2005 à l’émission de télévision de la station RTL Kochprofis.
- De 2009 à 2012, Mario Berousek jonglait dans le cabaret de Paris, Moulin rouge, à l’occasion du 120e anniversaire, il s’agit alors d’une grande attraction.
- Soirée gala Formule 1 dans le « Sporting Club » à Monaco, 2014.
- Mario Berousek - bienfaisance. Mario a soutenu « Krebskranke Kinder » (Enfants atteints d’un cancer) à Hanovre en novembre 2002. Et à Paris, en juin 2012, il a également soutenu Lee-Ann Watson - BAN South Africa à la clinique pour enfants atteints de VIH en Afrique du Sud. En février 2014, il a participé à la collecte des moyens pour l’achat d’une station d’épuration des eaux biologique pour l’hôpital en Afrique dans le cadre de la 3e soirée mondaine de « Zlatá Praha » à Vinoř.